# Paulo César Teixeira
Paulo César Oliveira Teixeira (Porto Alegre, 21 de abril de 1959) é um jornalista e escritor brasileiro. 

## Formação
Cursou o ensino fundamental no Colégio Júlio de Castilhos, onde, por ter na época cabelo ruivo, ganhou o apelido de Foguinho. Graduou-se em Jornalismo (1980) e Filosofia (1985) pela UFRGS. 

## Jornalismo
Começou sua carreira jornalística no rádio, nas emissoras Caiçara e Gaúcha. Trabalhou em redação de jornais e revistas de Porto Alegre: Kronika, Diário do Sul e Veja RS.  Nos anos 1990 viveu e trabalhou entre Rio de Janeiro e São Paulo, escrevendo para Folha de S.Paulo, Estadão, Veja, Época, Exame e CartaCapital. 
Na revista IstoÉ permaneceu 7 anos, tendo exercido o cargo de editor, tanto na sede carioca quanto na paulista. Por esta revista cobriu as Olimpíadas de Atlanta em 1996, e três anos depois foi diretor editorial do projeto "O Brasileiro do Século", em 12 fascículos, com biografias de personalidades do País no século XX, escolhidas previamente pelos leitores. 
Desde 2001, de volta a Porto Alegre, trabalhou como jornalista freelancer para clientes como Gerdau, Unisinos, Fórum Social Mundial, UFRGS e Paquetá. Em reportagens para a revista Aplauso, recebeu por duas vezes o Prêmio Ari de Jornalismo, da Associação Riograndense de Imprensa: em 2005 por "Um certo Erico Verissimo" e em 2008 por "Rua da Margem", nome antigo da rua João Alfredo, em Porto Alegre. 

## Literatura
A partir de 2010, passou também a escrever livros sobre personagens e cenários de Porto Alegre, tendo até agora cinco títulos editados pela Editora Libretos. O primeiro foi "Vida nas cordas do violão" (2010), biografia do violonista Darcy Alves, que foi parceiro de Lupicínio Rodrigues. 
Em 2012, publicou "Esquina maldita" , sobre os bares situados na junção das ruas Osvaldo Aranha e Sarmento Leite, que ficaram famosos durante a ditadura (anos 1960 e 1970) por reunirem artistas, universitários e jornalistas, formando uma espécie de gueto de resistência política e comportamental. 
Em 2015, com sua filha Luísa Rosa, também jornalista, lançou o saite "Rua da margem", com textos, fotos e notícias sobre o bairro Cidade Baixa, de Porto Alegre. 
Em 2016 publicou "Nega Lu, uma dama de barba malfeita" , biografia do homossexual negro Luiz Airton Faria Bastos - premiado como Livro do Ano, na categoria não ficção, pela Associação Gaúcha de Escritores. 
Em 2017 lançou "Nosso capitão" (2017), biografia do jogador de futebol do Internacional Sadi Schwerdt, que chegou à Seleção brasileira e mais tarde elegeu-se vereador em Porto Alegre. 
Seu livro mais recente é "Rua da Margem, histórias de Porto Alegre", que lançou em novembro de 2019. Além de uma coletânea de matérias já publicadas no saite, a obra traz reportagens inéditas, que reconstituem a história e a paisagem da Cidade Baixa, guiadas pelos olhos de antigos moradores do bairro mais boêmio e cultural da capital gaúcha. 